# コバルト
コバルト（英: cobalt [ˈkoʊbɒlt]、羅: cobaltum）は、原子番号27の元素である。元素記号はCo。純粋なものは銀白色の金属である。常温で安定な結晶構造は六方最密充填構造 (hcp) で、420 °C以上で面心立方構造 (fcc) に転移する。鉄族元素のひとつであり、強磁性体である。鉄より酸化されにくく、酸や塩基にも強い。キュリー点は1150 °C。
コバルト化合物は青いことが多いため''コバルト"の名称だけで青色を指すことも多い。
コバルトを用いた核爆弾の1種であるコバルト爆弾についても、本記事で記述する。

## 名称
コバルトの名称と元素記号は、16世紀ドイツの銀山鉱夫が、腐食性を有し有毒ガスを発する有害な鉱物として「コベルト」等と呼んだコバルト化合物鉱石から由来する。
この鉱石名はドイツに伝承される家の精霊「コボルト」と同じ語であろうとする説明と、コベルという鉱山の精霊ノームに由来するという両方の説明が現在において存在する（要は精霊の仕分け・分類の違いだが）。また、精霊と関係しない、その他の説も存在する（詳述は § 語源参照）。
なお、日本語における「コバルト」というカナ書きは、オランダ語からのものである。

### 語源
元素コバルトの命名は、「コベルト」（kobelt）鉱石などと16世紀ドイツの銀山鉱夫が呼んでいた、やっかいなコバルト化合物鉱石に由来する。それは有毒ガスを発し、腐食性があって履物をおかした。コバルト化合物は太古より青色素に使用されてはいたが、当時の製錬技術ではまだ純粋な金属を抽出する選別はできなかった。
その第一史料はゲオルク・アグリコラの記述の「コベルト鉱」（ラテン語ではcoballum, cadmiaと表記、前者は音写で、後者は意訳、ドイツ語は kobelt）である。「コベルト鉱」とは別に、アグリコラはよく似た名の「コベル」（ラテン語: cobalus, cobali、ドイツ語形 kobel）という鉱山の精霊について著述するも、これらは関連付けてはいなかった。
少し後、「コベルト鉱」は「コベル」という悪魔のしわざという関連付けを、ルター改革派の神学者ヨハンネス・マテシウス（1562年）が説教で行い、さらには18世紀末の科学追求者ヨハン・ベックマン（原文ドイツ語、英訳1797年）が、「コベルト鉱」の名は、「コベル」という精霊の名より形成されたと明言した。すなわちそれは鉱物の精霊であり、ノームの一種である。以上は、「コボルト」を抜きにした近年の語源解説である。
グリムらはしかし、「コボルト」と「コベル」を同源語として辞書に掲載していた、すなわち家精「コボルト」の語源由来をラテン語の「コバルス」（ギリシア語の「コバロス」）にみたが、これはそっくりそのまま、鉱物精「コベル」の訳語に当てられた語である（上述）。よってグリム辞書は「コバルト」についても、ベックマンと同じ推理（精霊からつけられたに違いない）を前提とするのだが、その鉱物（コバルト）も精霊（コボルト）も"遡源は同じ語"、と述べている。20世紀初頭の『オックスフォード英語辞典』初版も同様で、「コベルト」鉱と「コボルト」は、しょせん同じ言葉ではないか、とし、「コベル」には触れていない。また『ドイツ語語源辞典（Etymologisches Wörterbuch）』（第25版、2012年）も同様である。
ただし、グリムが同一視の土台とした、「コボルト」（精霊）をラテン/ギリシアの「コバルス/コベロス」に見る語源は旧説として排されていることは、留意すべきであろう。

#### その他語源説
また精霊と関連する語源（換言すればギリシア語κόβαλοςを遡源とする説明）は、かならずしも盤石な説ではなく、他の精霊とは関係しない可能性も提唱されている。
ある異説によれば、「コベルト鉱」というのは精霊ではなく、「バケツ」を意味するキューベル（Kübel）に由来する（カール・ミュラー＝フラウロイトの書籍にみつかる）。このバケツの事は、アグリコラは modulus というラテン語を充てているが、ドイツ語の kobel に当ると語釈で示しており、作中でも随所でこのバケツにふれている。
また、「コベルト鉱」の元は精霊と関係ない別のギリシア語κωβάθια(「硫化ヒ素」)からの由来説も併存する。

## 歴史
1735年、スウェーデンのイェオリ・ブラント (Georg Brandt) によって発見された。
1960年に発生したコンゴ動乱によって値段が暴騰した。

## 産出地
コバルトの主要産出国は以下の通り（2011年実績）。
- コンゴ民主共和国
- ロシア
- オーストラリア
- カナダ
- 中華人民共和国
- ザンビア

| 国                 | 産出量/t | 埋蔵量/t |
| ------------------ | -------- | -------- |
| コンゴ民主共和国   | 64000    | 3500000  |
| ロシア             | 5600     | 250000   |
| オーストラリア     | 5000     | 1200000  |
| カナダ             | 4300     | 250000   |
| キューバ           | 4200     | 500000   |
| フィリピン         | 4000     | 280000   |
| マダガスカル       | 3800     | 150000   |
| パプアニューギニア | 3200     | 51000    |
| ザンビア           | 2900     | 270000   |
| ニューカレドニア   | 2800     | -        |
| 南アフリカ         | 2500     | 29000    |
| モロッコ           | 1500     |          |
| アメリカ           | 650      | 23000    |
| その他             | 5900     | 560000   |
| 世界合計           | 110000   | 7100000  |

紛争鉱物として知られ、2016年に人権団体のアムネスティ・インターナショナルが「年間産出量の53%を占めるコンゴ民主共和国最大のコバルト鉱山テンケ・フングルーメ鉱山などを買収してコバルトの精製品の8割近くを生産している中国の企業が、児童労働などで得たコバルトをApple、マイクロソフト、サムソン、ソニー、ダイムラー、フォルクスワーゲンなど多国籍企業に供給している」と批判し、国際的な問題となった。なお、コバルトは日本国内において産業上重要性が高いものの、地殻存在度が低く供給構造が脆弱である。日本では国内で消費する鉱物資源の多くを他国からの輸入で支えている実情から、万一の国際情勢の急変に対する安全保障策として国内消費量の最低60日分を国家備蓄すると定められている。

## 用途

### 合金材料
単体金属としてのコバルトの利用は一部用途にとどまっているが、合金材料として重要であり、工業的に利用される。初期のコバルト合金は、高速度工具鋼にコバルトを添加したコバルトハイス鋼に用いられた。また、切断工具材料としてそれまでの合金に添加されることにより、コバルトの需要は増していった。
ニッケル・クロム・モリブデン・タングステン、あるいはタンタルやニオブを添加したコバルト合金は、高温でも磨耗しにくく腐食に強いため、ガスタービンやジェットエンジンといった高温で高い負荷が生じる装置などに用いられているほか、溶鉱炉や石油化学コンビナートなどでも充分に役割を果たす。
そのほか、鉄よりも錆びづらく酸やアルカリに侵食されにくい性質を利用し、コバルト含有率を大幅に高めたコバルト合金は、鋏などの高級素材として利用されている。
ステライトに代表される、コバルト・クロム・タングステンあるいはモリブデン・炭素を使った4元系の合金は磨耗に強く、表面強化が必要となる工業分野において幅広く利用され始めている。この合金は鋳型として使用するほか、粉末として吹きつけることや溶射して利用することも可能であり、利用技術の発達によって航空機の表面にコーティングすることなどをはじめ、広い分野で実用化が始まっている。
マルエージング鋼
航空宇宙分野では必須の合金で高性能ミサイルの製造に重要であることから、戦略物資として扱われている。
コバルト-モリブデン-ケイ素合金
耐摩耗性を有して摩擦係数が小さい（滑らかな）性質を示し、ベアリングの特徴を併せ持つなど、有用な特性を持った合金も開発されている。
コバルト-クロム-モリブデン合金（コバリオンなど）やコバルト-クロム-タングステン-ニッケル合金
腐食しにくいため、歯科医療や外科手術（人工関節）などでも使われている。
ニッケル-コバルト-モリブデン鋼
非常に強い強度と高い靭性を持ち、多くの分野での応用が期待されて研究が進んでいる。
以上に加え、コバルト合金はほかにも磁気材料として鉄とともにもっとも重要な役割を果たしてきた。コバルトを添加することによって磁性やキュリー値が上昇するなど、磁気材料としての性能が高まる。コバルトを使った合金のひとつであるアルニコ合金は、かつてもっとも幅広く用いられていた永久磁気材料であった。サマリウムコバルト磁石はコバルトとサマリウムの金属間化合物で、強い保磁力がある。

### 化合物

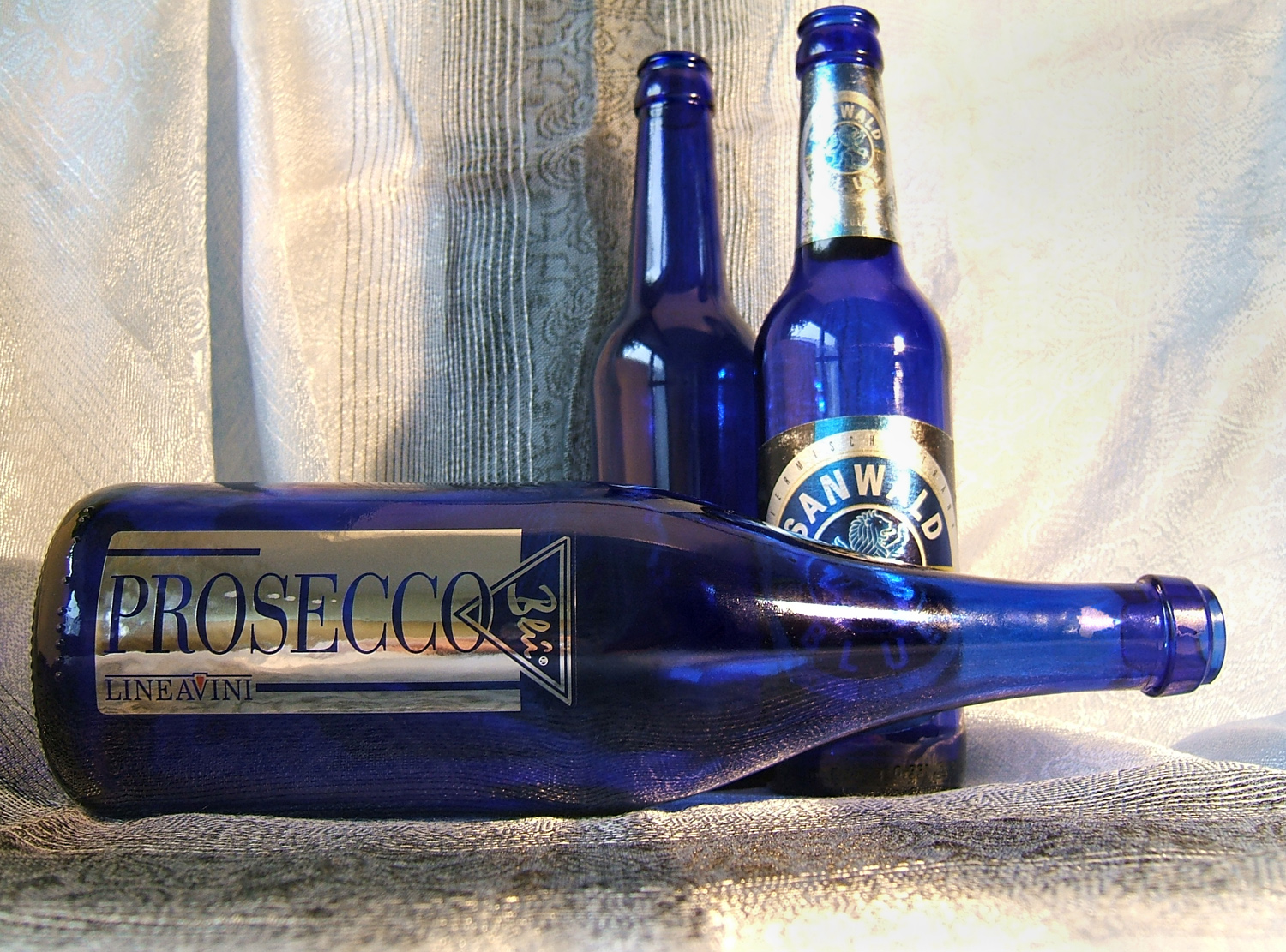
ケイ酸コバルトによって青くなった瓶

- ケイ酸コバルトとして入ることにより、ガラスなどが青色を呈する。
- アルミン酸コバルトは青色の顔料であるコバルト青の原料となり、陶磁器の着色や絵具などに用いられている。ほかにも亜鉛とコバルトの複合酸化物やコバルト、ニッケル、チタン、亜鉛の複合酸化物はコバルト緑と呼ばれる緑色の顔料として利用される。
- ヘキサニトロコバルト(III)酸カリウムはコバルトイエローと呼ばれる黄色の顔料となり、その絵具はオーレオリンと呼ばれる。
- 塩化コバルト(II)は、シリカゲルに混ぜて湿気の吸収具合の指示薬として使われる（乾燥状態で青紫色、湿気を吸収すると赤紫色を示す）。同水溶液（6水和物）は赤色で、濃塩酸を加えたり高温にすると赤紫色から青紫色を経て、無水物の青色を呈する[42]。
- コバルト酸リチウムは、リチウムイオン二次電池の正極材として用いられ、携帯電話など小型デジタル機器の急速な普及により需要が増大している。2020年にテスラが自社の一部製品にコバルトフリーバッテリーを採用することを発表してはいる[43]が、欧米[注 4]と中国では2035年から2040年[44]を目処として内燃機関自動車の販売を禁止する法律の整備を急いでいる状況があり[45]、急激なEVシフトによるコバルトの枯渇が不安視されている。
- ビタミンB12（コバラミン）は、その名の通り分子の中心にコバルトを持つ生理活性物質であり、欠乏すれば人体に深刻かつ不可逆的な損傷をもたらしうるビタミンである。すなわちコバルトは、人体にとってごく微量ながらもほかの元素では代替できない必須元素である。

## 同位体
放射性同位体のコバルト60は、γ線源として用いられる。医療分野での放射線療法、ガンマ線滅菌、食品分野での食品照射（ジャガイモの発芽防止）、工業分野での非破壊検査などに広く利用されている。

## コバルト爆弾
コバルト爆弾とは、核開発への警告としてレオ・シラードが発表した核爆弾の1種である。原子爆弾もしくは水素爆弾の周囲をコバルトで覆ったものであり、具体的にはタンパーにコバルトを用いる。
原子量が59であるコバルトが、核分裂反応に伴って放出される中性子を取り込むことでコバルト60が生成され、これが爆弾の爆発とともに広範囲へまき散らされる。コバルト60は半減期が約5.27年でγ線を放射するため、コバルト爆弾は放射線兵器となる。しかし、半減期の長いコバルト60による汚染は味方にも被害がおよぶうえ、被爆地の占領も困難であるなどの理由から、実用化されることはなかった。
SF作品の第三次世界大戦など、核戦争で世界が破滅するジャンルには、中性子爆弾と並んでよく登場する。また、その際には爆弾自体の破壊力もきわめて高く描写されており、作品によっては地球を消滅させるという設定すら盛り込まれている（1970年の映画『続・猿の惑星』など）。